# Bernardinai.lt
Bernardinai.lt est un journal en ligne lituanien. Il a été créé le 21 février 2004 et est porté par la communauté franciscaine de Vilnius, la capitale de la Lituanie. Il est conçu comme un média alternatif aux médias dominants, avec pour objectif de produire une information dite objective.
Son rédacteur en chef est – en juillet 2014 – Andrius Navickas.